# Верёвочный курс

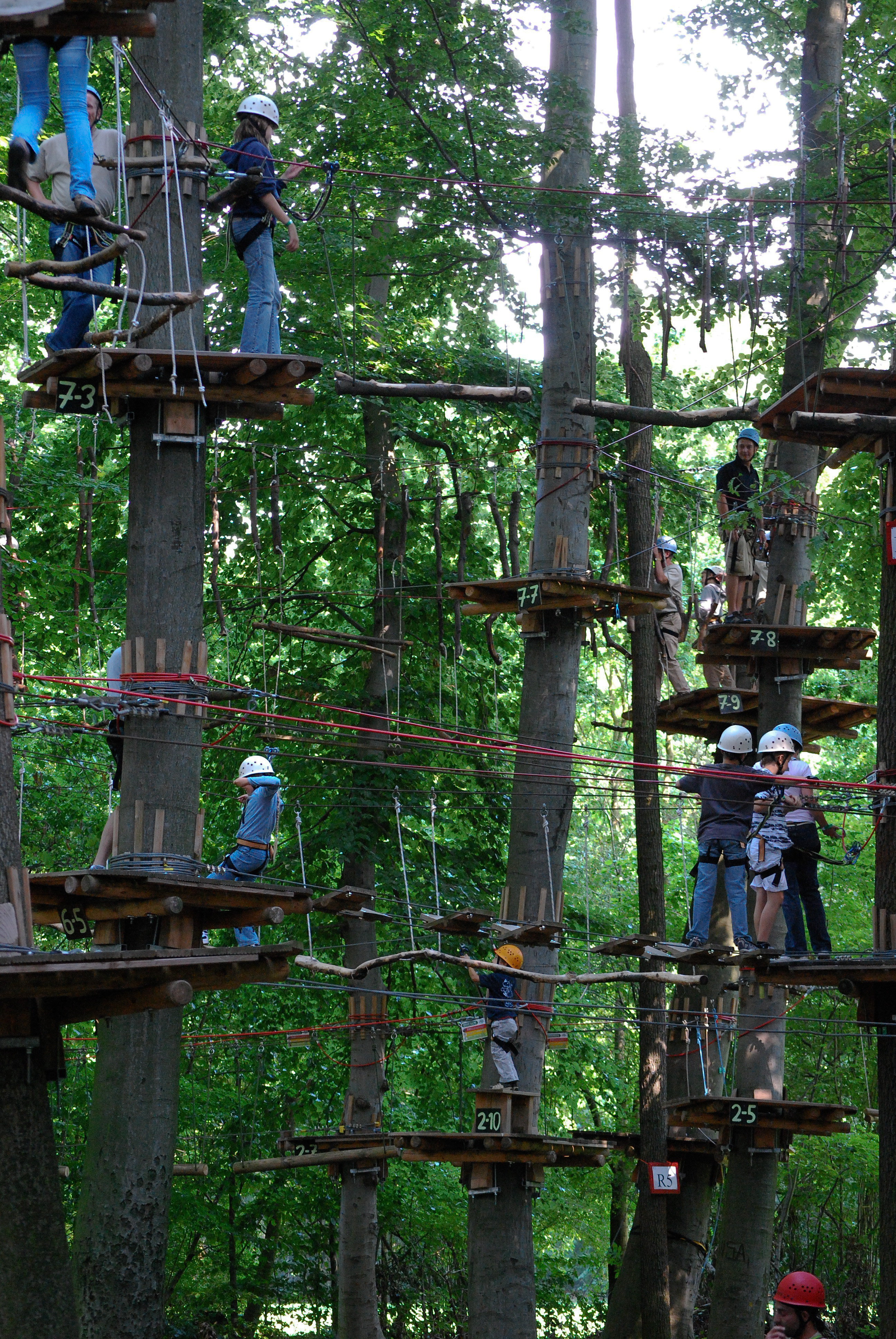
Верёвочный курс, Германия

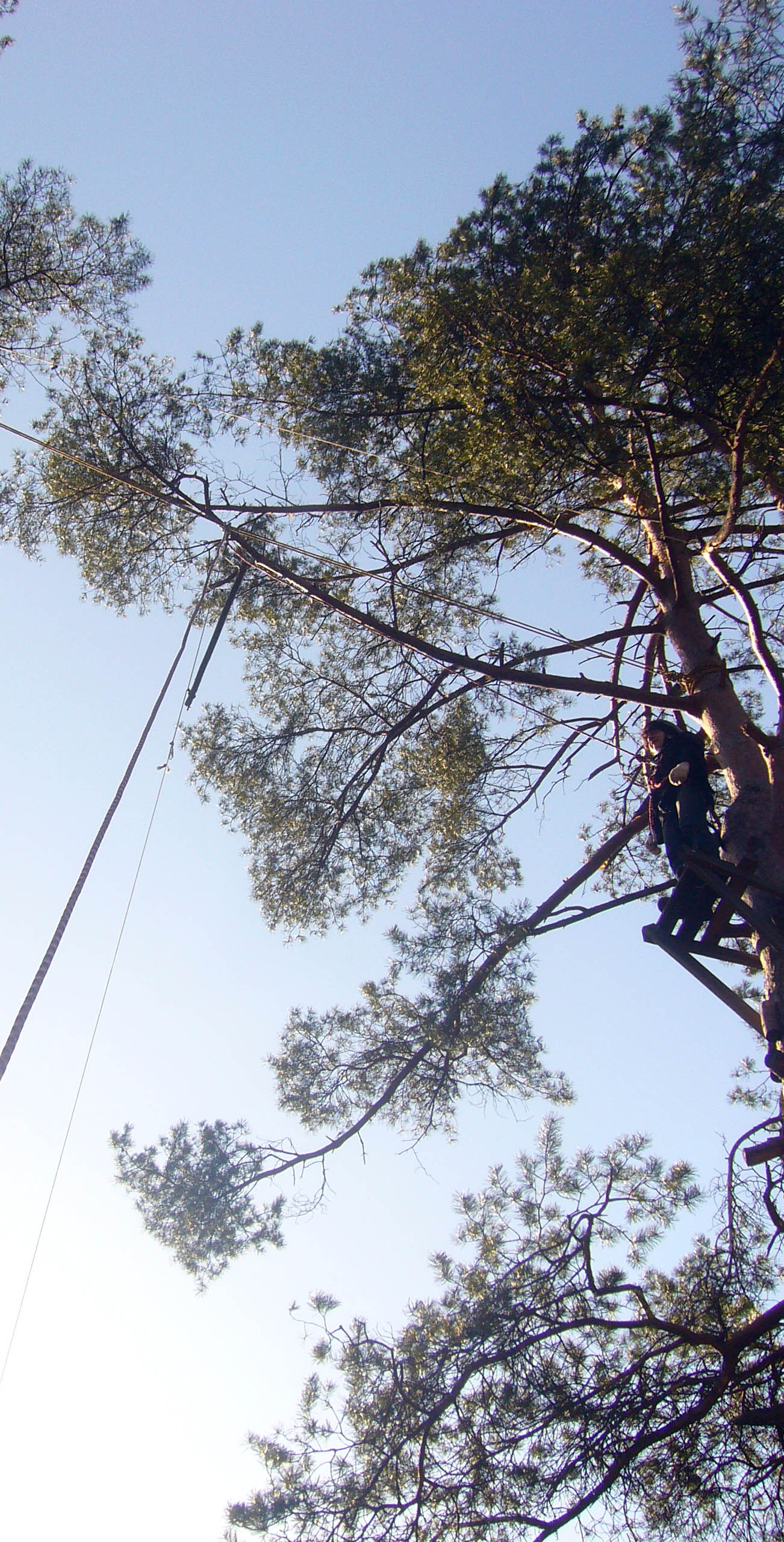
Прыжок с возвышенности на трапецию — одно из упражнений верёвочного курса

Верёвочный курс — активный тренинг длительностью от одного до четырёх дней, направленный на улучшение навыков командного взаимодействия, командообразования. Это тренинг, способствующий повышению эффективности командной работы. В качестве снаряжения для проведения верёвочного курса часто используют альпинистское снаряжение, что и дало название программе. Также используют как один из элементов тренингов личностного роста.

## Краткое описание
Верёвочный курс может быть проведён как на открытом воздухе на специально оборудованных для этого местах, так и в спортивном зале. Упражнения направлены на приобретение участниками опыта работы в команде, построении эффективных коммуникации, навыков быстрого принятия решений в нестандартных ситуациях, на укрепление доверия к людям. Упражнения условно можно разделить на низкие (проводят на высоте до двух метров) и высокие (от 2-х до 15-и метров). Все упражнения проводят со страховкой. На низких упражнениях страховку участников обеспечивает инструктор либо команда участников. На высоких упражнениях используют специальное снаряжение.
Обычно, верёвочный курс начинают с разминки, далее в зависимости от количества участников происходит разделение на команды (либо же формируют единственную команду). После этого группы количеством участников от 8-и до 16-и человек выполняют ряд низких упражнений, задача которых состоит в формировании навыков работы в команде, а также высоких упражнений, которые способствуют личностному росту участников. В финале обычно выполняют заключительное упражнение, например, упражнение «стена».

## Упражнения

### Упражнения-разминки
Разминка — короткие упражнения или групповые задачи, проводимые для активизации группы в начале или середине тренинга (после перерывов или в качестве номеров-связок). Основное назначение разминок — разогрев (в англоязычной литературе часто используют метафорическое выражение icebreaker — «ледокол»). Поэтому большинство разминок связаны с физической активностью. Отсюда другое название подобных упражнений — «активности», акцентирующее скорей процессуальный, чем результативный характер подобных процедур.
Многие разминки имеют самостоятельный групподинамический эффект — позволять вновь сформированной группе (подгруппе) в форсированном темпе пройти фазу знакомства (углубление знакомства), обеспечить синхронизацию эмоционального состояния и тонуса, установить более близкий телесный контакт, облегчить вербальную (или невербальную) коммуникацию (или координацию) на дальнейших этапах.
Отдельный большой класс процедур начала тренинга составляют процессы, направленные на формирование и развитие доверия в группе. Подобные упражнения относят к активностям или разминкам, хотя они бывают довольно продолжительными и имеют самостоятельное значение. Они запускают пласт работы с групповыми нормами (внимательное отношение к каждому, индивидуальная и групповая ответственность, индивидуальный выбор делать или не делать упражнение, безраздельное внимание, направленное на внутригрупповой процесс). Подобные упражнения проводят в начале тренинга. Помимо всего прочего, они позволяют установить эмоциональные «якоря» и отработать ключевые этапы выполнения более сложных упражнений. Ключевым упражнением на доверие является trust fall («доверяющее падение»).

### «Низкие» упражнения
«Низкие» упражнения представляют собой ясно сформулированную задачу на преодоление препятствий, которую предлагают решить группе. Обычно задание формулируют следующим образом — между пунктами А и Б располагают некоторое препятствие, участники находятся в пункте А, им необходимо попасть в пункт Б. В рамках «верёвочного курса» «низкие» упражнения не предусматривают подъёма участников на высоту более двух метров над землёй. Некоторые из подобных упражнений требуют специального реквизита, другие — нет. В значительном объёме страховку на «низких» упражнениях обеспечивают сами участники тренинга и, в некоторых случаях, тренер (инструктор).
Выполнение «низких» упражнений позволяет группе пережить сильный опыт в связи со следующими основными темами: лидерства, персональной и групповой ответственности, доверия, уровня притязаний, честности, эмоциональных отношений в группе, эффективности и скоординированности совместных действий в новых условиях, предпочтению планирования или реализации, выбору очевидных или неочевидных путей решения, ценностям командной работы. На любую из этих тем может быть направлен тренинг командной сыгровки и на любом подобном материале могут строиться промежуточные и финальные обсуждения. В зависимости от целей тренинга, исходной и текущей ситуации в команде могут подбираться различные упражнения, с большей или меньшей яркостью, актуализирующие тот или иной контекст.
Одним из мощнейших средств управления групповой динамикой в ходе «низких» упражнений является принятие перед началом их выполнения определённых правил.

### Упражнения со страховкой («высокие» упражнения)
Существует целый класс упражнений, используемых при работе с командами в рамках «верёвочных курсов» и требующих отдельного рассмотрения. Их называют «высокими» упражнениями (high ropes elements) и их отличительная особенность заключается в том, что они проходят на высоте 6—15 метров и выполняют со специальной страховкой, которую обеспечивает тренер (инструктор), на участников при этом надевают специальные альпинистские системы. Обычно на площадке тренинга подготовлены к проведению 1—2 высоких упражнения.
Каждый член команды сам по себе (независимо от того, в какую он включён команду или группу) обладает определённым психотипом, имеет личные интересы, цели, ценности, карьерные устремления, мечты. И то, на сколько эти глубоко личностные моменты могут «ужиться» с командной действительностью, является крайне значимым и для создания команды и для её сыгровки и для удержания этой команды вместе впоследствии. Работая с командой необходимо, таким образом, удерживать оба пласта. Работать и со специфическими групповыми моментами и с отдельной личностью, причём работать на очень глубоком уровне.
В «верёвочном курсе» именно «высокие» упражнения позволяют обеспечить этот индивидуальный пласт работы. Как и упражнения по совместному преодолению препятствий «высокие» упражнения воссоздают переживания, характерные для экстремальных условий. При этом команда (группа, окружение) имеет огромное значение. Но содержание подобной внутренней работы скорее индивидуальное — это работа со страхами, с возможностью сделать свой собственный выбор, с личностным вызовом. Это именно тот глубоко индивидуальный опыт, который сближает, если он успешен и если пережить его вместе.
Есть несколько характерных групподинамических особенностей, отличающих «высокие» упражнения. Первая особенность заключается в том, что высокие упражнения требуют атмосферы поддержки и создания ощущения значимости каждого участника. Участники проходят «высокие» упражнения по одному (иногда парами), то есть 1 участник делает упражнение, а остальные находятся на земле и ждут своей очереди. И, поскольку тренер (инструктор) в этот момент полностью занят обеспечением безопасности и поддержкой активного участника, команде необходимо быть в таком состоянии, чтобы она не заскучала и сохранила высокое внимание к процессу.
Вторая особенность заключается в том, что в отличие от «низких» упражнений, где критерий успеха — успешное выполнение задачи всеми членами команды, для участия в «высоких» упражнениях каждый участник делает свой выбор индивидуально. То есть тренер просит каждого принять решение. Существует ряд приёмов, как стимулировать принятие решения участвовать (например, сначала надеть страховочные системы, а потом спросить), ведь для усиления принадлежности команде необходим разделяемый позитивный опыт. Однако конечный выбор всегда остаётся за самим человеком. Готовы ли члены группы сделать подобный выбор и пройти в полном составе через подобное испытание? Не всегда. Причём опытный тренер всегда различит тревожные симптомы, и, если это возможно, работает с ними в лучше поддающихся рациональному осмыслению ситуациях «на земле». Именно поэтому, «высокие» упражнения проводят не в каждой группе «верёвочного курса». В отличие от «низких» упражнений, которые как бы составляют сердцевину «верёвочного курса», «высокие» упражнения присутствуют далеко не в каждой тренинговой программе.
- Падение на доверие — падение на руки всех членов команды спиной вперёд
- Прыжок с высоты. Существуют варианты: прыжок вперёд на трапецию и падение спиной вперёд
- Растяжки — парное упражнение, в котором участники проходят по подвешенным на небольшой высоте расходящимся тросам, упираясь друг на друга вытянутыми руками
- Болото — команда переправляется из одного пункта в другой, используя несколько перевалочных пунктов (несколько брёвен малого размера) и 2 длинные узкие жерди для перехода
- Переправа — команда переправляется из одного пункта в другой, используя 1 промежуточный перевалочный пункт (несколько узких коротких брёвен) и 2 широкие доски
- Зигзаги — команда переправляется по нескольким узким доскам, сложенным зигзагообразно, из одного пункта в другой, не коснувшись земли. Иногда вводятся роли: однорукий (участник не может пользоваться одной рукой), слепой (участник проходит упражнение с закрытыми глазами при помощи других участников), немой (участник не может говорить во время упражнения)
- Стена — команда должна переправиться через высокую стену (обычно 4 метра 20 сантиметров — это удвоенная высота человека среднего роста с вытянутыми вверх руками), не используя никаких подручных средств. В данном упражнении обычно снимают деление на команды
- Минное поле[1] — участников делят на пары, одному из пары завязывают глаза и выпускают на поле с препятствиями, которое с помощью команд другого члена пары «слепому» участнику предстоит преодолеть